# 吉田屋 (エコー百貨店)
吉田屋（英文：YOSHIDAYA） は、愛知県にあった総合スーパー。

## 歴史・概要
吉田一美が1936年（昭和11年）に名古屋市南区桜本町で衣料品小売商を開いたのが始まりである。
第2次世界大戦中は事業を休止したが、1947年（昭和22年）3月に名古屋市南区桜本町で衣料品小売商を再開した。
そして、1952年（昭和27年）3月1日に資本金50万円で「株式会社 吉田屋」を設立して法人化した。
1960年（昭和35年）7月にセルフサービス方式を導入。
1962年（昭和37年）11月30日に堀田店を開設して笠寺地区以外への出店を開始。
1964年（昭和39年）7月26日に「エコー百貨店」を土地・建物を合わせて1億2100万円で買収し、岡崎店を開設した。
1966年（昭和41年）3月に富士見産業の経営再建の一環で、「株式会社 日商」の経営権を継承して傘下に入れ、当社のチェーン店とした。
1969年（昭和44年）8月に「株式会社 エコー百貨店」に社名変更した。
同年11月に当社とユニー、あかのれん、ヤマダ屋が共同出資して、エフ・シー・ユニー株式会社を設立。
その後、1970年（昭和45年）2月に当社は、あかのれんとヤマダ屋と共にエフ・シー・ユニー株式会社に営業権を譲渡し、不動産会社化した。
営業譲渡の前には、5店舗で売上高約30億円を上げ、同じエフ・シー・ユニー株式会社'傘下の「あかのれん」（5店舗で売上高約27億円）や「ヤマダ屋」（1店舗で売上高約10億円）を上回る業績を上げていた。

## 年表
- 1936年（昭和11年） - 吉田一美が名古屋市南区桜本町で衣料品小売商を創業[1]。
- 1947年（昭和22年）3月 - 名古屋市南区桜本町で衣料品小売商を再開[2]。
- 1952年（昭和27年）3月1日 - 資本金50万円で「株式会社 吉田屋」を設立して法人化[1]。
- 1960年（昭和35年）7月[3] - セルフサービス方式を導入[4]。
- 1962年（昭和37年）11月30日 - 堀田店を開設[5]。
- 1964年（昭和39年）
  - 7月26日 - 「エコー百貨店」を土地・建物を合わせて1億2100万円で買収[6]。
  - 岡崎店を開設[2]。
- 1966年（昭和41年）3月 - 「株式会社 日商」の経営権を継承[7]。
- 1969年（昭和44年）
  - 8月 - 「株式会社 エコー百貨店」に社名変更[2]。
  - 11月 - 当社とユニー、あかのれん、ヤマダ屋が共同出資して、エフ・シー・ユニー株式会社を設立[8]。
- 1970年（昭和45年）2月 - あかのれんとヤマダ屋と共にエフ・シー・ユニー株式会社に営業権を譲渡し、不動産会社化[9]。

## かつて存在した店舗
- 本店（名古屋市南区笠寺町西ノ門25[11]、1960年（昭和35年）7月開店[12][13]）

売場面積1,485m2
- 紳士服販売所（名古屋市南区笠寺町西ノ門35[14]）
- 特設売り場（名古屋市南区笠寺町西ノ門51[14]）
- 南店（名古屋市南区笠寺町西ノ門53[15]）
- 東店[15] → 笠寺店（名古屋市南区桜本町52[15][16][17][18]、吉田屋1951年（昭和26年）3月1日開店[18]）

売場面積1,650m2。
取扱商品：衣料品・雑貨。
3階までの全館衣料品売り場だった。
笠寺市場（名古屋市南区桜本町52、（笠寺食品小売市場（名古屋市南区桜本町））1932年（昭和7年）3月12日）
- 北店（名古屋市南区桜本町51[15]）

笠寺百貨市場（名古屋市南区桜本町51、1952年（昭和27年）3月28日）
- 堀田店（名古屋市瑞穂区下坂町1-41[5][23]、1962年（昭和37年）11月30日開店[5]）

売場面積726m2。
取扱商品：食料品・衣料品・雑貨。
1階が食品・雑貨売り場で、2階が衣料品売り場だった。
- 栄生店（名古屋市中村区千原町1[7]、日商1968年（昭和43年）7月1日開店[16]）

取扱商品：食料品・衣料品・雑貨。
1963年（昭和38年）2月2日に富士見産業の子会社として設立された「（株）日商」が運営していた総合スーパーで、富士見産業の経営再建の一環で、当社が同社の社長に就任して経営権を継承した。
- 地下街店（名古屋市中村区笹島町地下街[7]）

- 西春店（西春日井郡西春町大字西久保字青野屋敷[24]、1969年（昭和44年）11月開店[25]）

SC売場面積1,650m2。
売場面積946m2
サワムラヤとの共同出店で、西春で初の大規模小売店舗として開業した。
- 岡崎店（岡崎市明大寺本町2-16[17]、エコー百貨店1963年（昭和38年）11月30日開店[28]）

敷地面積3632、売場面積1,580m2。
鉄筋コンクリート造・地下1階・地上6階建てで、開業時点では、地下1階が食品売り場、1階が装身具売り場、2階が紳士・婦人服売り場、3階が肌着・子供服売り場、4階が寝具売り場で、5階が玩具売り場と書籍売り場に加えて名店会による食堂となっていた。
観覧車のある屋上遊園地が開設されていた。
地場資本による岡崎市で初めての大型小売店「エコー百貨店」として開店している。同店は髙島屋での研修を行った店員による運営であった。
「エコー百貨店」は「ほていや岡崎店」との競争に敗れて1964年（昭和39年）3月には商品入荷時に乱発した手形の決済などで資金繰りが行き詰まり、1964年（昭和39年）7月10日に不渡り手形を出して経営破綻し、同月21日に閉店した。

## 過去に存在した関連会社
- 株式会社 日商（名古屋市中村区千原町1[7]、1963年（昭和38年）2月2日設立[7]、総合スーパー[7]、売上高5億5000万円[7]）
- 株式会社エフ·シー·ユニー（名古屋市中区栄1-6-14[34]、1969年（昭和44年）11月設立[34]）